# Ski-Optimal
Ski-Optimal is een van de drie deelgebieden van het Zillertal in de Oostenrijkse deelstaat Tirol. Het gebied staat bekend om de grootschalige wintersportmogelijkheden. Het gebied kent een aantal bekende skidorpen, zoals Fügen, Hochfügen en Kaltenbach.
- Afstand tot Utrecht: 927 km
- Hoogte skigebied: 641 – 2377 m
- Totale lengte pistes: 155 km
- Totale lengte blauwe pisten: 37 km
- Totale lengte rode pisten: 92 km
- Totale lengte zwarte pisten: 26 km
- Langlaufloipes: geen.

## Zomeropenstelling
In het skigebied zijn geen kabelbanen in de zomer open. In plaats daarvan is er een panorama-tolweg: de Zillertaler Höhestrasse. 
In de zomer is wel de Spieljochbahn geopend.